# Buona parte di Paolina
 Buona parte di Paolina è un film del 1973 diretto da Nello Rossati.

## Trama
Insoddisfatta del matrimonio con Camillo Borghese, la vogliosa Paolina, sorella di Napoleone, si concede a tutti gli uomini che le ronzano intorno: ciò le procura la fama di depravata e costringe il Papa a drastici provvedimenti nei suoi confronti per evitare ulteriori scandali. Per ovviare alla mancanza di corteggiatori, Paolina allora s'improvvisa prostituta. Roma e gli ambienti clericali si rassereneranno solo col suo ritorno a Parigi.